# Gyronchus
Gyronchus es un género extinto de peces prehistóricos con aletas radiadas que vivió en la época del Jurásico. Esta especie fue reconocida por Agassiz en 1843.